# Бутенко Леонід Михайлович
Леонід Михайлович Буте́нко (нар. 23 лютого 1948, Васильківка — пом. 28 вересня 2018) — український хоровий диригент і педагог, кандидат мистецтвознавства з 2001 року, професор; заслужений діяч мистецтв УРСР з 1987 року.

## Біографія
Народився 23 лютого 1948 року в селі Васильківці (тепер селище міського типу Дніпропетровської області, Україна). 1972 року закінчив Одеську консерваторію (клас Дмитра Загрецького). Після здобуття освіти працював хормейстером, а з 1974 року — головним хормейстером Одеського театру опери та балету. Із колективом театру гастролював у Іспанії, Італії, Болгарії, Греції, Лівані, Румунії, Бельгії, Швейцарії.
З 1984 року викладач Одеської консерваторії. Помер 28 вересня 2018 року.

## Творчість
Брав участь у постановці
близько 60-ти вистав, серед яких
- «Аїда», «Трубадур» Джузеппе Верді;
- «Орлеанська діва» Петра Чайковського;
- «Борис Годунов», «Хованщина» Модеста Мусоргського;
- «Дон Жуан» Вольфганга Амадея Моцарта;
- «Кармен» Жоржа Бізе;
- «Семен Котко» Сергія Прокоф'єва;
- «Царева наречена» Миколи Римського-Корсакова;

перших постановок опер та опер-балетів на одеській сцені
- «Запорожець за Дунаєм» Семена Гулака-Артемовського (1979);
- «Вій» Віталія Губаренка (1980);
- «Кирило Кожум'яка» Євгена Юцевича (1982);
- «Незраджене кохання» Лева Колодуба (1983);
- «Наталка Полтавка» Миколи Лисенка (1985);
- «Катерина» Миколи Аркаса (1989);
- «Війна і мир» В'ячеслава Овчинникова (1990);
- «Пан Коцький» Миколи Лисенка (1995);
- «Барвінок» Віталія Філіпенка (1995).

Автор наукових праць з питань музики, театру.